# عزلة حيس (الحديدة)

تعديل مصدري - تعديل

عزلة حيس هي إحدى عزل مديرية حيس في محافظة الحديدة اليمنية ويبلغ تعداد سكانها 14974 نسمة حسب التعداد السكاني في اليمن لعام 2004.

## روابط خارجية
- الجهاز المركزي للإحصاء بالجمهورية اليمنية
- المركز الوطني للمعلومات باليمن
- World Gazetteer:Yemen
- الدليل الشامل